# Y Phoenicis
Y Phoenicis är en variabel av okänd typ i stjärnbilden Fenix.
Stjärnan varierar mellan fotografisk magnitud +13,0 och mindre än 15,0 utan någon påvisad periodicitet.